# Valea Hranei, Sălaj
Valea Hranei este un sat în comuna Zalha din județul Sălaj, Transilvania, România.

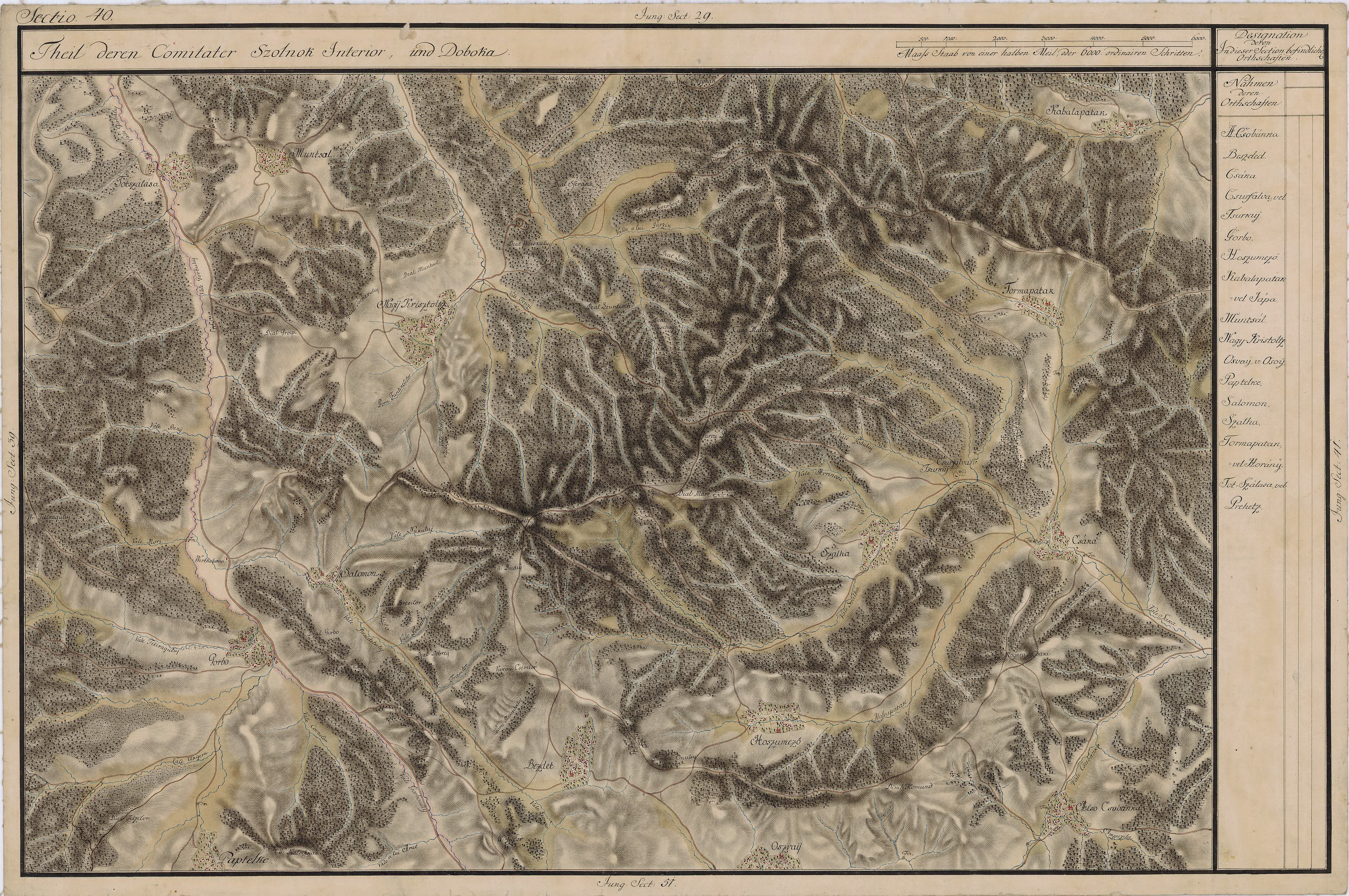
Valea Hranei în Harta Iosefină a Transilvaniei, 1769-1773

## Descriere
Valea Hranei Este o localitate din estul Sălajului Județul Sălaj. Este așezată în comuna Zalha Zalha, Sălaj. Prima ei atestare documentară a fost în anul 1594. 